# Banque Suvarna Sahakari
 (juillet 2021).
Banque Suvarna Sahakari est une banque coopérative indienne privée créée par Dnyaneshwar Agashe en 1969,,,. La banque est surtout connue en tant qu'entreprise centrale impliquée dans une affaire d'escroquerie présumée entre 2006 et 2008,,,,,,. L'échec de la banque au milieu d'un scandale politique est largement cité aujourd'hui dans le secteur bancaire indien,,.